# Phyllanthus lunifolius
Phyllanthus lunifolius är en emblikaväxtart som beskrevs av Gilbert och Mats Thulin. Phyllanthus lunifolius ingår i släktet Phyllanthus och familjen emblikaväxter. Inga underarter finns listade i Catalogue of Life.